# 船橋健康センターゆとろぎの湯
船橋健康センターゆとろぎの湯（ふなばしけんこうセンターゆとろぎのゆ）は、かつて千葉県船橋市夏見に存在した健康センターである。

## 概要
当施設は1991年3月に「船橋健康センター」として開業、2002年7月にリニューアルオープンし現在の名称となった。かつては千葉県を中心に4店舗（当施設含む）の健康センターを手がける株式会社創健により運営されていたが、同社が2005年に民事再生法の適用を申請したことにより当時のアセット・ロジスティックス株式会社（現・いちごマルシェ株式会社）に譲渡され、更に現在では株式会社M・Eホールディングス（エムイー）が運営を行なっている。
施設内には草津温泉や薬湯といった多種の風呂からなる大浴場や露天風呂、飲食エリア、改装後に建設されたチムジルバン（岩盤浴や休憩室を備える）などがある。チムジルバンでは岩盤浴施設を利用したホットヨガのサービスも行なっている。
施設の老朽化等の理由により2016年3月31日をもって閉館した。跡地にはマミーマート新夏見店が立地している。

## 施設
施設の詳細については公式サイトを参照。

### 大浴場
- 漢方薬湯
- 薬石麦飯石風呂
- 美容風呂
- 生効石イオンサウナ
- ハーブスチームサウナ
- 水風呂
- 寝湯
- かけ湯
- 水風呂

### 露天風呂
- 草津温泉露天風呂
- 檜露天温泉「美肌の湯」

### 岩盤浴（チムジルバン）
※入館料の他に別料金。営業時間は10:00〜24:00（金・土・祝前日は深夜1:00まで）、利用時間の制限はなし。
- 熱の癒 - ラジウム鉱石や麦飯石を敷き詰めた若干高温のサウナ。
- 石の癒 - 薬宝玉石や木紋石、トルマリン、麦飯石を使用。
- 木の癒 - 薬宝玉石（黄/緑）が敷かれ、天然ハーブの香りによる癒しを演出。
- 氷の癒 - クールダウン（冷却）ルームとなっている。

### 付随施設
- お食事処「船橋食楽市場」
- ゲームコーナー
- 休憩室、男女別仮眠室
- カットサロン「髪剪處」
- まつげカール & ネイルケア「ヴィーナス」
- 男性専用日焼けマシーン
- 売店

## 交通アクセス
- JR船橋駅・新京成電鉄高根公団駅より無料送迎バス。
- JR船橋駅より新京成バスにて「夏見北」バス停下車すぐ。